# Carnosolsäure
Carnosolsäure ist eine chemische Verbindung, die in der Natur in Salbei- (Salvia) und Rosmarin-Arten vorkommt. Die Carbonsäure aus der Gruppe der Ferruginol-Derivate zählt zu den Phenolen und Diterpenen. Getrocknete Salbei- oder Rosmarinblätter enthalten zwischen 1,5 und 2,5 % Carnosolsäure.

## Geschichte
Die Carnolsäure wurde zuerst 1962 von Horst Linde in Salvia officinalis entdeckt. 1969 erkannte Carl Heinz Brieskorn, dass Carnosolsäure und Carnosol (Pikrosalvin) die besondere antioxidative Wirkung von Rosmarin und Salbei bedingen und Carnosolsäure die größte antioxidative Aktivität zeigt.

## Eigenschaften

Ferruginol, die Stammverbindung der tricyclischen Phenole aus Rosmarin und Salbei

Carnosolsäure ist ein bitter schmeckendes, gelbes Pulver und kann aus den Pflanzen durch Lösungsmittelextraktion mittels Hexan und/oder Ethanol oder Hochdruckextraktion mittels überkritischem Kohlenstoffdioxid isoliert werden. Durch Luftsauerstoff wird Carnosolsäure zur instabilen Hydroxycarnosolsäure oxidiert, das sich zum Carnosol, einem Lacton, umsetzt. Neben der antioxidativen besitzt Carnosolsäure auch antimikrobielle Wirksamkeit, etwa gegen Staphylococcus aureus. Diese wird auf eine Hemmung der Nucleinsäurebiosynthese in Bakterien zurückgeführt. Im Tierversuch zeigte Carnosolsäure auch chemoprotektive Wirkung gegen Karzinogene.

## Verwendung
Carnosolsäure wird als fettlösliches Antioxidans, Konservierungsmittel und Aromastoff in Lebensmitteln wie Fleischwaren, Ölen und Fetten, Mehl, Milchpulver, Fischprodukten, Saucen, sowie in Tierfutter eingesetzt. In einem Gutachten vom Juni 2008 bescheinigte die Europäische Behörde für Lebensmittelsicherheit (EFSA) die Unbedenklichkeit von Carnosolsäure zur Verwendung in Lebensmitteln. In den USA besitzt Rosmarinöl, das bis zu 30 % Carnosolsäure und Carnosol enthält, seit 1965 (FEMA) bzw. 1970 (FDA) eine Einstufung als Generally Recognized As Safe (GRAS) und kann in Lebensmitteln verwendet werden.

## Nachweis
Die antioxidativ wirksamen Phenole aus Salvia-Arten können mittels Hochleistungsflüssigkeitschromatographie (HPLC) mit Butylhydroxyanisol (BHA) als Standard quantitativ bestimmt werden.